# Мария да Ассунсан Португальская
Мария да Ассунсан Португальская (25 июня 1805, Келуш, Лиссабон — 7 января 1834, Сантарен, Сантарен) — португальская инфанта (принцесса) из династии Браганса.

## Биография

### Рождение
Родилась в 1805 году во королевском дворце Келуш в окрестностях Лиссабона 8 ребёнком из девяти детей в семье принца-регента (в дальнейшем — короля) Португалии Жуана VI и Карлоты Жоакины Испанской. Жуан был непопулярным и неэффективным правителем, при котором Португалия пережила одно испанское и три французских вторжения, две революции: либеральную и консервативную, лишилась своей основной колонии — Бразилии, и несколько лет находилась под прямым военным управлением «союзников»—англичан.

### Фон
После смерти Жуана его выжившие дети втянули страну в Гражданскую войну, в рамках которой во главе одной враждующей партии стоял его старший сын, Педру, а во главе другой — младший сын, Мигел, которого поддерживал испанский инфант дон Карлос (Старший), последовательно женатый на двух его сёстрах — сперва на младшей, Марии Франсишке, а после её смерти — на старшей, Марии Терезе, которая к тому времени овдовела после смерти своего первого мужа и по совместительству двоюродного брата — дона Педро Карлоса, который также приходился двоюродным братом дону Карлосу Старшему, её следующему мужу. При этом старший брат дона Карлоса, король Фердинанд VII Испанский, был женат на их третьей сестре Марии Изабелле.
Для того, чтобы урегулировать конфликт, Педру предложил своему брату Мигелу жениться на своей 11-летней дочери Марии, которая приходилась жениху родной племянницей, и править вместе с ней, сперва в качестве регента, а затем в качестве консорта. Однако, Мигел, нарушив договорённости, сверг с престола свою невесту (и по совместительству племянницу), которая в конце концов была вынуждена эмигрировать к отцу в Рио-де-Жанейро. Придя в ужас от происходящего, тётка принцессы Марии, Изабелла Мария (которую, не следует путать с её родной старшей сестрой, Марией Изабеллой), сложила с себя полномочия регента, которые должна была передать Мигелу и удалилась в католический монастырь.

### Биография
В отличие от своих старших сестёр и братьев, принцесса Мария да Ассунсан была скромной девушкой. Возможно поэтому историки обычно уделяют ей сравнительно мало внимания. Вся жизнь принцессы была омрачена насмешками окружающих, посвящёнными тому, что к моменту её рождения её отец уже около четырёх лет не входил в опочивальню её матери. Сплетни на этот счёт охотно повторяла в своих мемуарах, к примеру, герцогиня д’Абрантес, супруга назначенного Наполеоном губернатора оккупированной Португалии.
Несмотря на свою скромность, инфанта Мария активно поддерживала своего ультраконсервативного брата Мигела в противостоянии с их либеральным братом Педру. Когда либералы, верные Педру захватили Лиссабон и изгнали оттуда армию Мигела, дона Мария отступила вместе с мигелистской армией в Сантарен, где пала жертвой разразившейся холеры. Первоначально она была похоронена в одной из приходских церквей Сантарена, однако затем прах был перенесён в усыпальницу династии Браганса в монастыре Сан-Висенте-де-Фора в Лиссабоне.
Инфанта Мария была кавалерственной дамой ордена Непорочного зачатия Девы Марии Вила-Висозской и ордена Святой Изабеллы. Она никогда нее выходила замуж и не имела детей.
Портрет принцессы, представленный в статье справа, был выполнен французским живописцем Никола-Антуаном Тоне.

## Дальнейшее чтение
- ABRANTES, Duquesa de; Recordações de uma estada em Portugal. Lisboa: Biblioteca Nacional de Portugal, 2008. pp 78.
- BRANDÃO, Raul; El-Rei Junot. Lisboa: Livraria Brasileira, 1912. pp 66.
- DOMINGUES, Mário; Junot em Portugal. Lisboa : Romano Torres, 1972. Página 211
- Manique, Francisco Pina, A Causa de D. Miguel, 2ª ed., Lisboa, Caleidoscópio, 2007 (reedição de Portugal desde 1828 a 1834, Lisboa, Tipografia de Sousa & Filho, 1872).
- Pedreira, Jorge e Costa, Fernando Dores. D. João VI: um príncipe entre dois continentes. Companhia das Letras, 2008
- PIMENTEL, Alberto; A Última Corte do Absolutismo. Lisboa: Livraria Férin, 1893. Pág. 143
- Siebertz, Paul, Dom Miguel e a sua época - A verdadeira História da Guerra Civil, Mem Martins, ACTIC, 1986.
- Soriano, Simão José da Luz, História da Guerra Civil e do Estabelecimento do Regime Parlamentar em Portugal, 1866-90.